# 戈兰·图斯特罗姆
戈兰·图斯特罗姆（瑞典語：Göran Tunström，1937年5月14日—2000年2月5日），瑞典诗人、小说家。1984年凭借长篇小说《圣诞神剧》获北欧理事会文学奖。

## 生平
1937年5月14日出生于瑞典格鲁姆斯市镇的伯格维尔，但青少年时期是在韦姆兰省的孙讷市镇度过。二十一岁时发表了处女作诗集《包围圈》（1958）。五十年代之后移居希腊伊兹拉岛，并与加拿大诗人里奥纳德·科恩以及挪威作家阿克塞尔·詹森结为好友。
孙讷市镇作为图斯特罗姆的家乡，在他的作品中占有重要地位。一些国际名流常常出现在他笔下的孙讷市镇，比如说他的前两部小说中出现了瑞典画家塔格·阿森。图斯特罗姆的作品带有一定的个人主义以及明显的自传体语调。尽管他为建立自己的语言风格花了将近四十年的时间。1996年，他的小说《圣诞神剧》被改编成电影后，他也成了一个众人皆知的作家。他还参加了奥斯陆国际诗歌节。
1983年，图斯特罗姆凭借长篇小说《圣诞神剧》一举成名，1996年被改编成电影。他的最后一部小说《孙讷的名人》获1998年的八月文学奖。
2000年2月5日于家中病逝，享年63岁。

## 作品列表
- 包围圈〔Inringning (诗集, 1958)〕
- 检疫〔Karantän (长篇小说, 1960)〕
- 蒲公英球〔Maskrosbollen (长篇小说, 1962)〕
- 圣徒地理学〔De heliga geograferna (长篇小说, 1973)〕
- Guddöttrarna (长篇小说, 1975)
- 牧师之子〔Prästungen (长篇小说, 1976)〕
- 荒野来信〔The Letter from the Wilderness (长篇小说, 1978)〕
- 圣诞神剧〔The Christmas Oratorio (长篇小说, 1983)〕
- 小偷〔The Thief (长篇小说, 1986)〕
- 闪光物〔Glittering (长篇小说, 1996)〕
- 孙讷的名人〔Berömda män som varit i Sunne (长篇小说, 1998)〕